# Quartier Saint-Étienne
Pour les articles homonymes, voir Saint-Étienne (homonymie).
Le quartier Saint-Étienne est un quartier administratif de Toulouse. Il est situé au sud du secteur 1 - Centre (Carmes-Capitole-Arnaud Bernard), dans le centre historique de la ville.

## Géographie
Le quartier Saint-Étienne est un des quartiers centraux de Toulouse. Il se situe au sud-est du centre historique, sur la rive droite de la Garonne. Il est d'ailleurs entièrement inclus dans le secteur sauvegardé.
Le quartier est délimité :
- à l'ouest, par la place du Parlement, la place du Salin, la rue du Languedoc et la première partie de la rue d'Alsace-Lorraine ;
- au sud, par les allées Jules-Guesde ;
- à l'est, par le Boulingrin et les allées Forain-François-Verdier ;
- au nord, par la deuxième partie de la rue de Metz.

Dans ce quartier bourgeois, les demeures ont été réalisées pour des aristocrates et pour des gens de robes. On y trouve aujourd'hui des magasins de luxe, des magasins d'antiquités ainsi que des ateliers de restauration. Parmi les rues remarquables, qui souvent recèlent des monuments classés, on peut citer :
- la rue des Arts
- la rue Ninau
- la rue Théodore-Ozenne

## Lieux et monuments historiques
- La cathédrale Saint-Étienne, dont le bâtiment actuel a été construit entre le XIIIe et le XVIIe siècle a donné son nom au quartier.
- Quelques fontaines émaillent le quartier, notamment la plus ancienne fontaine publique monumentale de Toulouse, le Griffoul (« fontaine » en occitan) qui fut construit en 1546-1548, ainsi que la fontaine de Diane, place Saintes-Scarbes.

Parmi les propriétés, on peut citer l'hôtel d'Ulmo, construit entre 1526 et 1536 sur une maison forte du XVe siècle.
- À la suite de la Première Guerre mondiale, l'imposant monument des combattants de la Haute-Garonne, en forme d'arc de triomphe, a été érigé, en périphérie du quartier, sur les boulevards à l'est de la cathédrale[1].
- Au sud-est, le quartier est bordé par le Jardin Royal et le Grand Rond.

### Lieux de culte

#### Catholique
- Cathédrale Saint-Étienne
- Chapelle Notre-Dame-de-Nazareth
- Chapelle Sainte-Anne

### Enseignement

#### Enseignement primaire
- Écoles privées maternelle et primaire Saint Stanislas
- Écoles privées maternelle et primaire Saint Thomas d'Aquin
- École privée primaire Gan Rachi

#### Enseignement secondaire
- Collège privé Saint Thomas d'Aquin
- Lycée privé professionnel et technologique Myriam

### Institutions culturelles
- Musée Paul-Dupuy

## Voies de communications et transports

### Transports en commun
- Esquirol (à proximité)
  - L4L7L9
  - 1444Noctambus

- Carmes (à proximité)
  - L4
  - VilleNoctambus

- Palais de Justice (à proximité)
  - L4
  - 31Noctambus

## Galerie

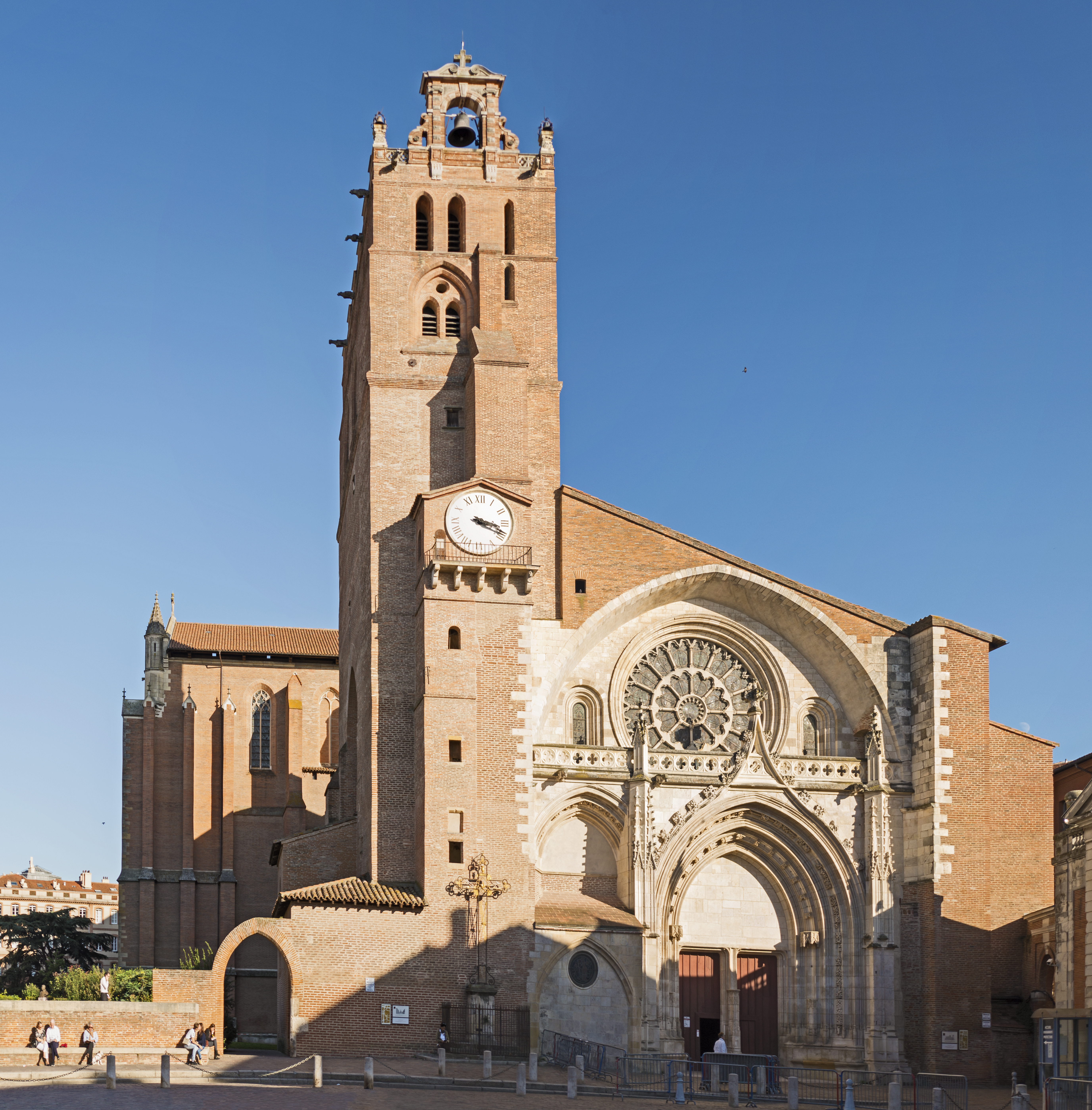
La cathédrale Saint-Étienne
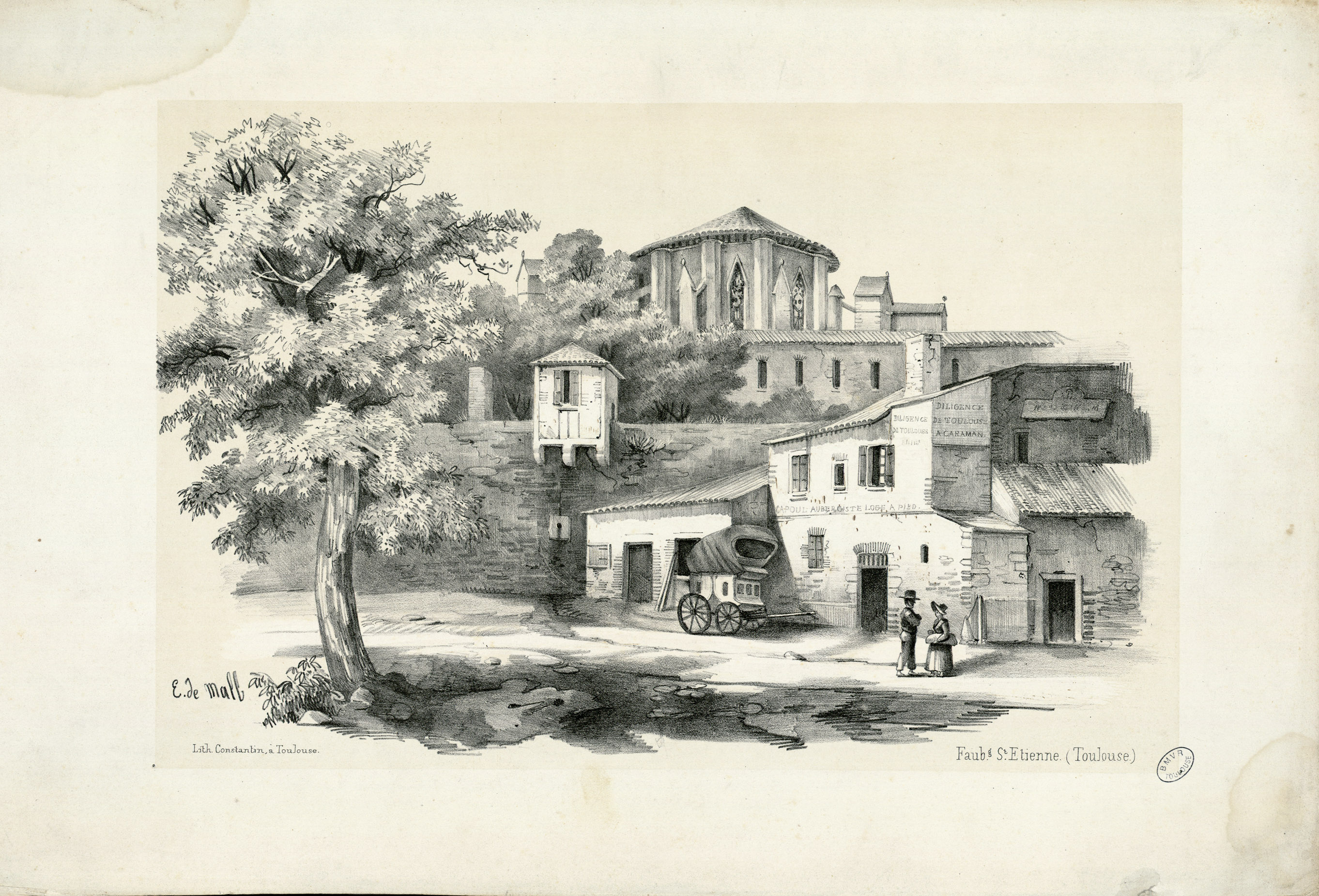
Le faubourg Saint-Étienne dans les années 1840, par Eugène de Malbos
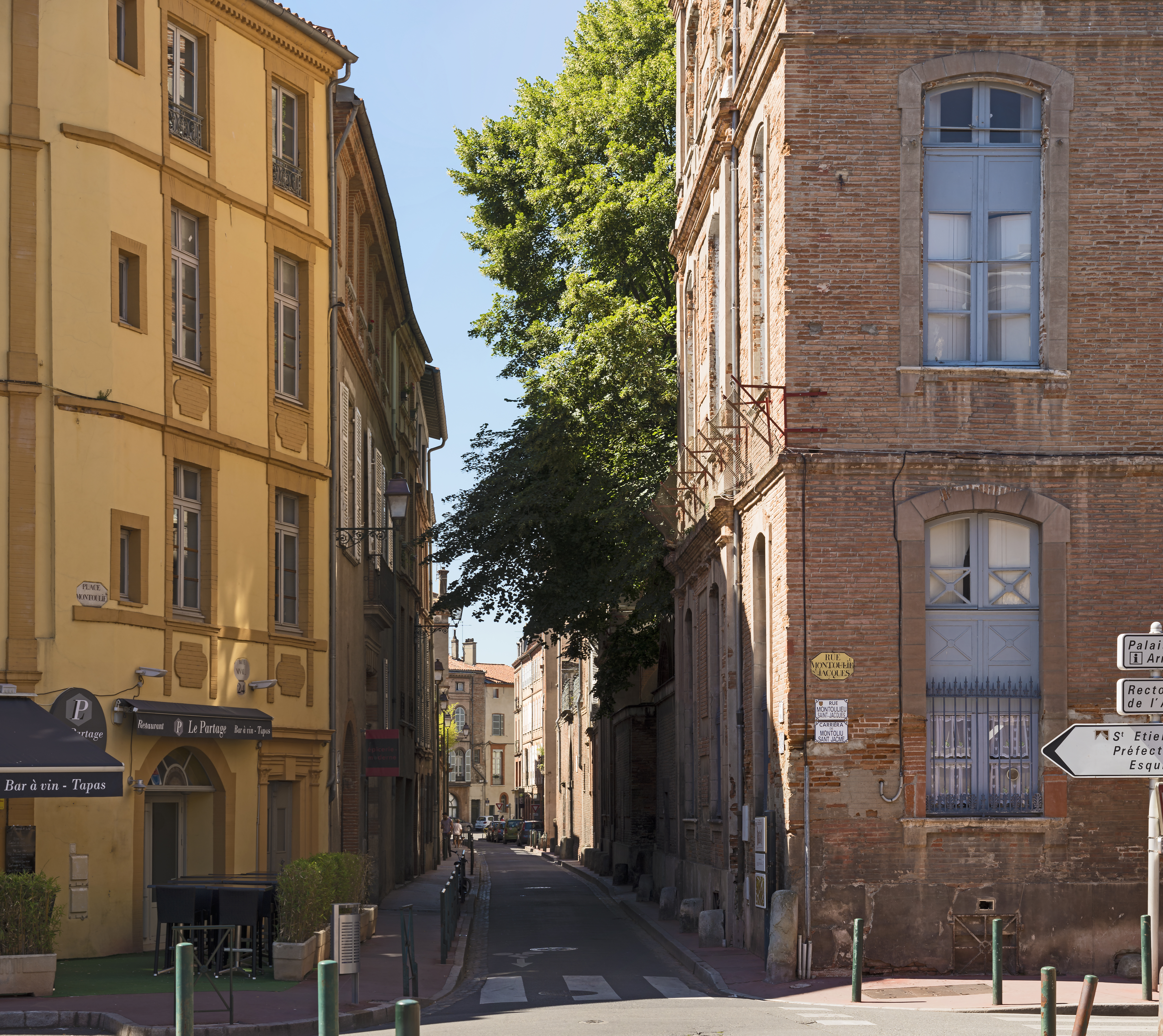
La rue Ninau
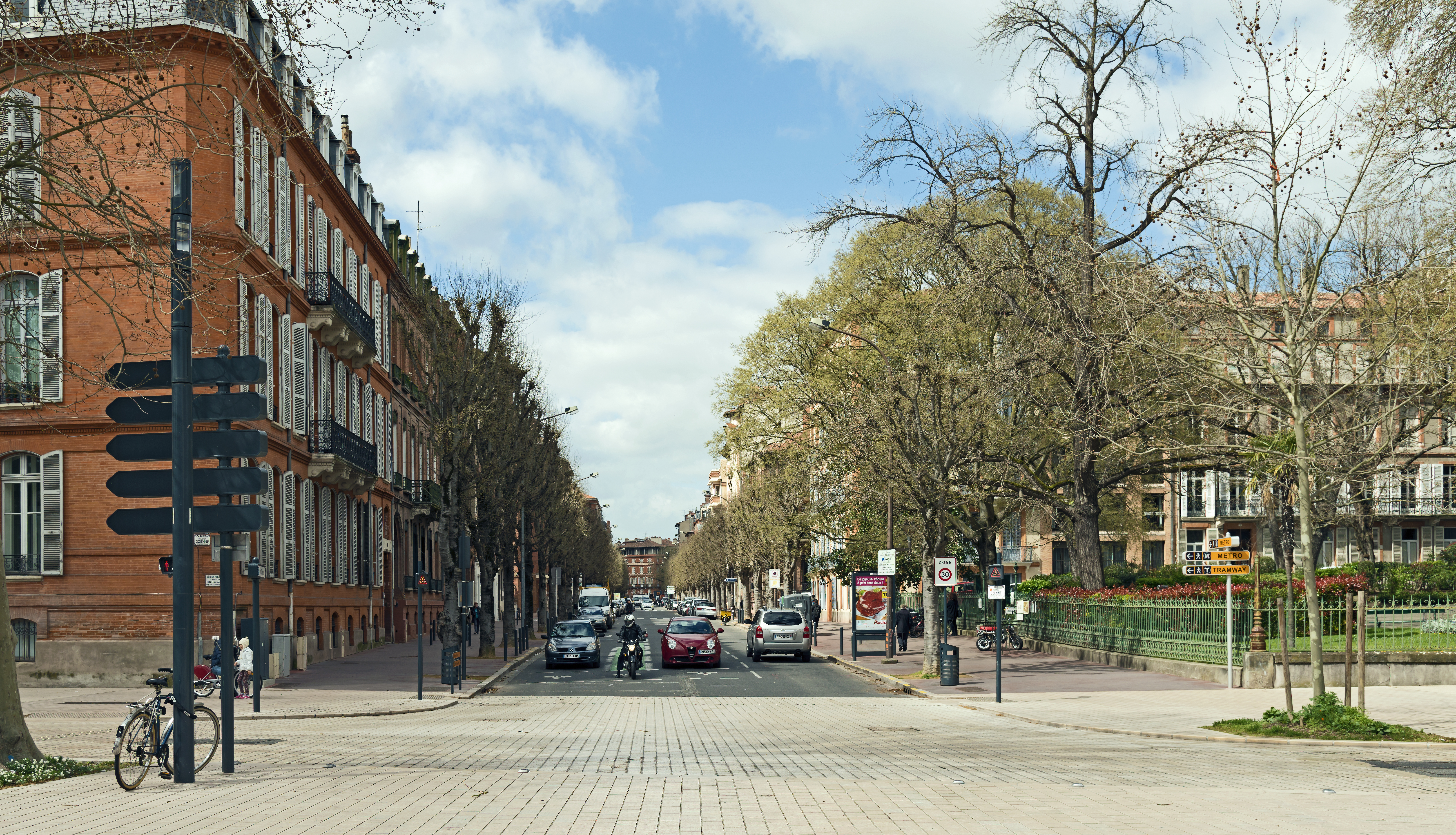
La rue Théodore-Ozenne
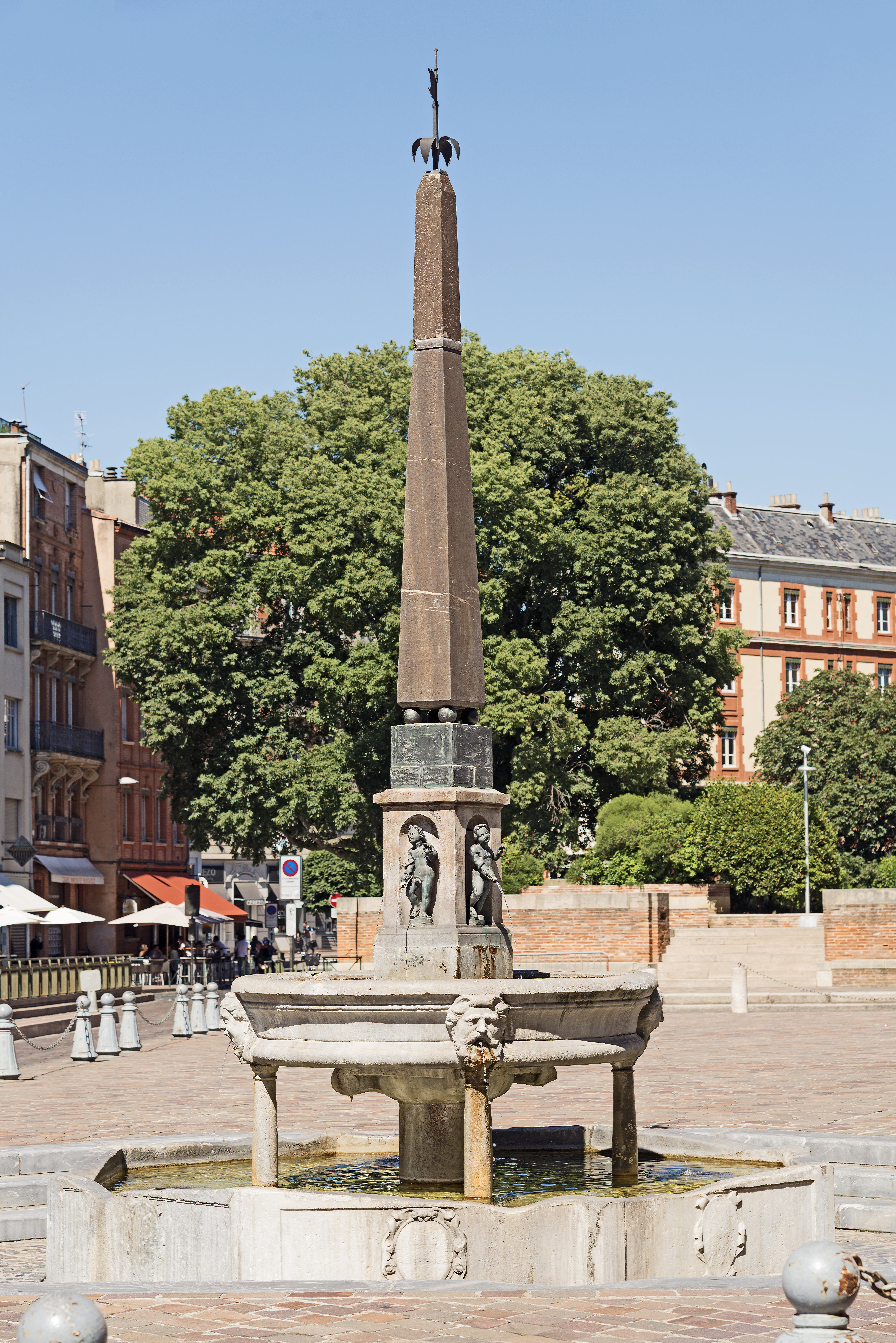
Le Griffoul, place Saint-Étienne
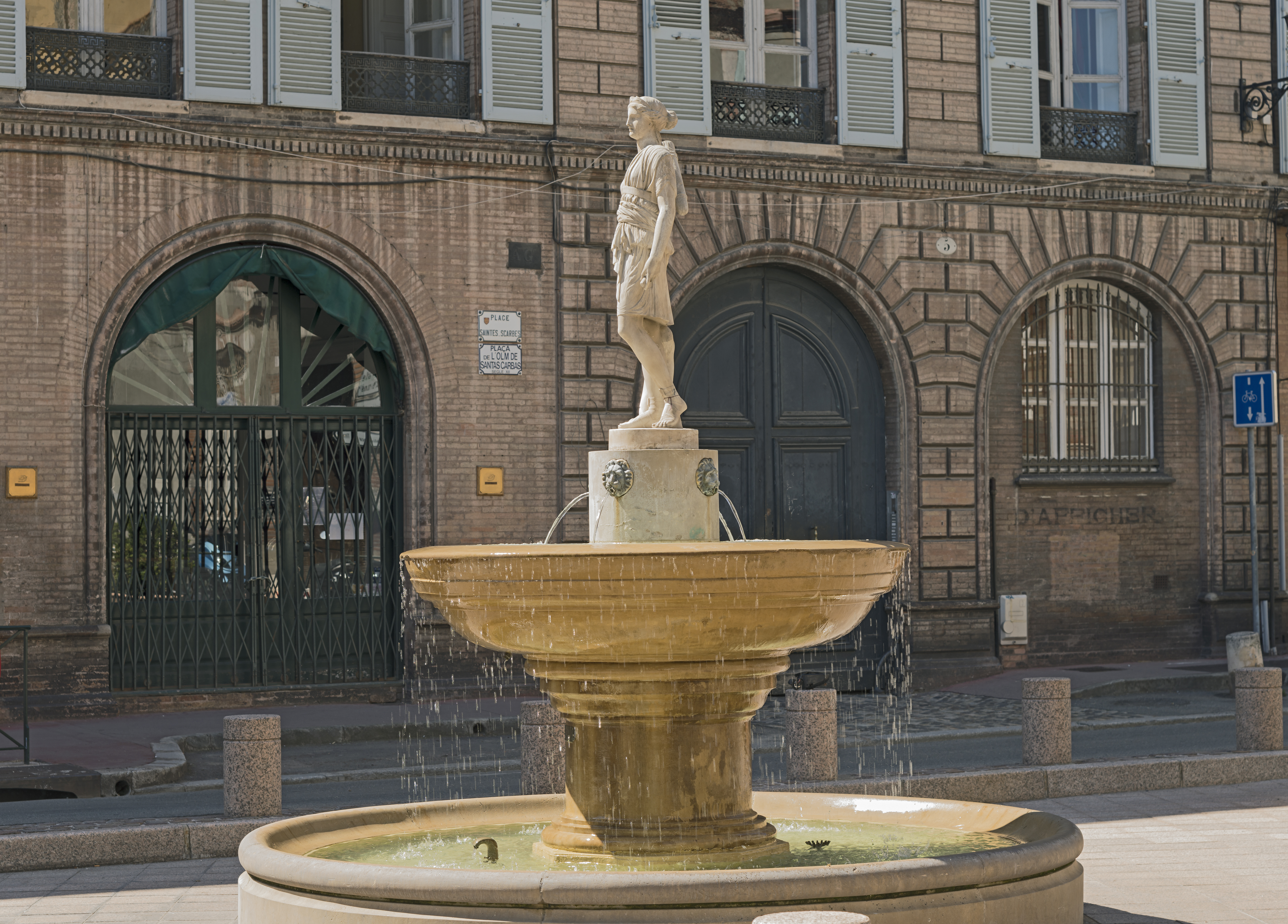
Fontaine de la place Saintes-Scarbes